# Il marchio dell'odio
Il marchio dell'odio (The Halliday Brand) è un film del 1957 diretto da Joseph H. Lewis.
È un western statunitense con Joseph Cotten, Viveca Lindfors, Betsy Blair e Ward Bond.

## Produzione
Il film, diretto da Joseph H. Lewis su una sceneggiatura di George W. George e George F. Slavin, fu prodotto da Collier Young per la Collier Young Associates e girato nel ranch di Corriganville a Simi Valley, nell'Iverson Ranch a Chatsworth e nel Melody Ranch a Newhall, California.

## Distribuzione
Il film fu distribuito con il titolo The Halliday Brand negli Stati Uniti nel gennaio 1957 al cinema dalla United Artists.
Altre distribuzioni:
- in Finlandia il 12 luglio 1957 (Hehkuvaa vihaa)
- in Svezia il 2 settembre 1957 (Jag är lagen)
- in Germania Ovest il 14 febbraio 1958 (Von Rache getrieben)
- in Austria nell'aprile del 1958
- in Danimarca il 3 gennaio 1961 (Wild west kongen)
- in Brasile (Ódio Contra Ódio)
- in Spagna (Odio contra odio)
- in Grecia (Gigantes tou eglimatos)
- in Italia (Il marchio dell'odio)

## Critica
Secondo il Morandini il film è "una piccola pepita d'oro" e fu sottovalutato ai tempi dell'uscita. Western diverso dal classicismo di genere, può vantare "un nevrotico senso di tragica fatalità" e rapidi cambiamenti nella trama caratterizzati da scoppi di violenza.